# Prorogatie
Men spreekt van prorogatie wanneer partijen in een civiel geschil overeenkomen om gebruik te maken van de mogelijkheid om het gerechtshof als eerste instantie te kiezen om de zaak voor te leggen. Ze slaan daarmee de rechtbank over. Prorogatie is slechts mogelijk in zaken die ter vrije bepaling van partijen staan. Tegen de uitspraak staat geen appel open, maar wel beroep in cassatie. (Wetboek van Burgerlijke Rechtsvordering, art. 329)

## Bestuursrecht
Ook in de Algemene wet bestuursrecht (Awb) bestaat een mogelijkheid tot prorogatie. In dit geval zal de belanghebbende aan het betreffende bestuursorgaan verzoeken om de bezwaarprocedure over te slaan en direct beroep aantekenen bij de administratieve rechter (bestuursrechter) op grond van art. 7:1a van de Algemene wet bestuursrecht. 
De bestuursrechter verwijst terug naar het betreffende bestuursorgaan als deze van oordeel is dat er ten onrechte rechtstreeks beroep bij hem is ingediend (art. 8:54a van de Algemene wet bestuursrecht). 
De prorogatie in het bestuursrecht is ingevoerd met de Wet rechtstreeks beroep die op 1 september 2004 in werking trad.